# Sent Pau de Sava
Sent Pau de Sava (francès Saint-Paul-sur-Save) és un municipi del departament francès de l'Alta Garona, a la regió d'Occitània.